# Yulián Mejía
Jonathan Yulián Mejía Chaverra (Medellín, Valle de Aburrá, Colombia, 28 de noviembre de 1990) es un futbolista colombiano. Juega de mediocentro ofensivo, pero actualmente no forma parte del plantel de ningún club desde que le rescindieron el contrato que tenía con la Unión Española de Chile a principios del 2021, una lesión fue el detonante de su despido de dicho club. Tiene 34 años.

## Trayectoria
Mejía empezó jugando por el Girardot FC, de la Primera B (Colombia).

### Envigado
Luego de una buena campaña con Depor Fútbol Club, pasa al Envigado FC con el cual clasifica a la fase final en 2 ocasiones. A final de temporada clasificó a la Copa Sudamericana 2012, en la primera ronda eliminó a Unión Comercio, sin embargo, fue eliminado a la siguiente ronda por el Liverpool Club. Para la temporada 2012 pasa a jugar con la camiseta número 10. Jugó al lado de Juan Quintero y Jhon Córdoba.
Luego de 2 grandes años, fue observado por clubes Millonarios FC, Atlético Nacional y Racing Club Sin embargo se marchó al Club Atlético Tigre, donde no tuvo oportunidades.
Vuelve a Colombia para jugar por Independiente Medellín por pedido de su anterior técnico en Envigado FC, Pedro Sarmiento.
A mediados del 2014 fue enviado a préstamo por 6 meses al Deportes Tolima, club con el cual consiguió clasificar al cuadrangular final y a la Copa Sudamericana 2015.

### Millonarios FC
El 28 de diciembre de 2015 sería confirmado como nuevo refuerzo del club embajador para el 2016. Debutaría y marcaría su primer gol el 31 de enero en la victoria 3-0 sobre Patriotas FC jugando tan solo 13 minutos.
Después de un segundo semestre con pocas oportunidades, Millonarios decide no hacer uso de la opción de compra.
Yulian finalizaría su ciclo en el embajador con 19 partidos jugados y dos goles.

### Atlético Bucaramanga
El 7 de enero de 2017 sería confirmado como refuerzo del Atlético Bucaramanga, debutaría en la segunda fecha de la Liga Águila en la derrota 0-1 contra Atlético Nacional.

### Sporting Cristal
En enero de 2018, es presentado como nuevo jugador del Club Sporting Cristal de la Primera División del Perú. Su primer gol lo marca el 15 de abril en la goleada 5 por 0 sobre Ayacucho FC. Su primer doblete con el club lo hace el 10 de noviembre en la goleada 4 por 0 sobre Municipal Binacional siendo la figura del partido.

### Unión Española
En enero de 2019 es oficializado como nuevo jugador de la Unión Española de la Primera División de Chile, donde compartirá equipo con su compatriota Ezequiel Palomeque, que también fichó en el equipo chileno, para la temporada 2019. El 10 de marzo marca su primer gol con el club en la victoria 2 por 1 como visitantes ante la Universidad de Chile. El 12 de mayo marca el gol de la victoria por la mínima sobre la Universidad de Concepción. Las cosas entre Yulián Mejía y la Unión Española iban muy bien y el colombiano se estaba volviendo en un jugador cada vez más querido por parte de la hinchada del cuadro 'hispano', pero, las cosas entre Yulián Mejía y la Unión Española cambiaron radicalmente y de manera inesperada, ya que, a principios del 2021, a Yulián Mejía sorpresivamente le fue cancelado su contrato con la Unión Española debido a una lesión.

## Clubes
| Club                   | País      | Año         |
| ---------------------- | --------- | ----------- |
| Girardot F. C.         | Colombia  | 2008 - 2009 |
| Depor Aguablanca       | Colombia  | 2010        |
| Envigado F. C.         | Colombia  | 2011 - 2012 |
| Tigre                  | Argentina | 2013        |
| Independiente Medellín | Colombia  | 2013 - 2014 |
| Deportes Tolima        | Colombia  | 2014        |
| Atlético Nacional      | Colombia  | 2015        |
| Millonarios            | Colombia  | 2016        |
| Atlético Bucaramanga   | Colombia  | 2017        |
| Sporting Cristal       | Perú      | 2018        |
| Unión Española         | Chile     | 2019 - 2021 |

## Estadísticas
| Club                   | Temporada           | Liga  | Liga  | Copa Nacional | Copa Nacional | Copa Internacional | Copa Internacional | Total | Total | Prom. · |
| Club                   | Temporada           | Part. | Goles | Part.         | Goles         | Part.              | Goles              | Part. | Goles | Prom. · |
| ---------------------- | ------------------- | ----- | ----- | ------------- | ------------- | ------------------ | ------------------ | ----- | ----- | ------- |
| Girardot F. C.         | 2008-09             | 6     | 0     | 0             | 0             | -                  | -                  | 6     | 0     | 0,0     |
| Girardot F. C.         | Total               | 6     | 0     | 0             | 0             | 0                  | 0                  | 6     | 0     | 0,0     |
| Depor Aguablanca       | 2010                | 24    | 7     | 0             | 0             | -                  | -                  | 24    | 7     | 0,29    |
| Depor Aguablanca       | Total               | 24    | 7     | 0             | 0             | 0                  | 0                  | 24    | 7     | 0,29    |
| Envigado F. C.         | 2011                | 35    | 4     | 6             | 0             | -                  | -                  | 41    | 4     | 0,09    |
| Envigado F. C.         | 2012                | 35    | 5     | 3             | 1             | 4                  | 1                  | 42    | 7     | 0,16    |
| Envigado F. C.         | Total               | 70    | 9     | 9             | 1             | 4                  | 1                  | 83    | 11    | 0,13    |
| Tigre                  | 2012-13             | 1     | 0     | 1             | 0             | -                  | -                  | 2     | 0     | 0,0     |
| Tigre                  | Total               | 1     | 0     | 1             | 0             | 0                  | 0                  | 2     | 0     | 0,0     |
| Envigado F. C.         | 2013                | 1     | 0     | 0             | 0             | -                  | -                  | 1     | 0     | 0,0     |
| Envigado F. C.         | Total               | 1     | 0     | 0             | 0             | 0                  | 0                  | 1     | 0     | 0,0     |
| Independiente Medellín | 2013                | 14    | 3     | 1             | 0             | -                  | -                  | 15    | 3     | 0,20    |
| Independiente Medellín | 2014                | 17    | 3     | 0             | 0             | -                  | -                  | 17    | 3     | 0,17    |
| Independiente Medellín | Total               | 31    | 6     | 1             | 0             | 0                  | 0                  | 32    | 6     | 0,18    |
| Deportes Tolima        | 2014                | 13    | 3     | 10            | 3             | -                  | -                  | 23    | 6     | 0,26    |
| Deportes Tolima        | Total               | 13    | 3     | 10            | 3             | 0                  | 0                  | 23    | 6     | 0,26    |
| Atlético Nacional      | 2015                | 20    | 1     | 0             | 0             | 8                  | 3                  | 28    | 4     | 0,14    |
| Atlético Nacional      | Total               | 20    | 1     | 0             | 0             | 8                  | 3                  | 28    | 4     | 0,14    |
| Millonarios            | 2016                | 14    | 1     | 5             | 1             | -                  | -                  | 19    | 2     | 0,18    |
| Millonarios            | Total               | 14    | 1     | 5             | 1             | 0                  | 0                  | 19    | 2     | 0,18    |
| Atlético Bucaramanga   | 2017                | 37    | 4     | 1             | 0             | -                  | -                  | 38    | 4     | 0,10    |
| Atlético Bucaramanga   | Total               | 37    | 4     | 1             | 0             | 0                  | 0                  | 38    | 4     | 0,10    |
| Sporting Cristal       | 2018                | 34    | 5     | 0             | 0             | 2                  | 0                  | 36    | 5     | 0,13    |
| Sporting Cristal       | Total               | 34    | 5     | 0             | 0             | 2                  | 0                  | 36    | 5     | 0,13    |
| Unión Española         | 2019                | 12    | 2     | 0             | 0             | 2                  | 0                  | 14    | 2     | 0,14    |
| Unión Española         | 2020-21             | 13    | 1     | 4             | 0             | 4                  | 0                  | 21    | 1     | 0,04    |
| Unión Española         | Total               | 25    | 3     | 4             | 0             | 6                  | 0                  | 35    | 3     | 0,14    |
| Total en su carrera    | Total en su carrera | 263   | 37    | 30            | 5             | 20                 | 4                  | 313   | 46    | 0,15    |

## Palmarés

### Campeonatos nacionales
| Título                    | Club              | País     | Año  |
| ------------------------- | ----------------- | -------- | ---- |
| Copa Colombia             | Deportes Tolima   | Colombia | 2014 |
| Torneo Finalización       | Atlético Nacional | Colombia | 2015 |
| Torneo de Verano          | Sporting Cristal  | Perú     | 2018 |
| Torneo Apertura           | Sporting Cristal  | Perú     | 2018 |
| Primera División del Perú | Sporting Cristal  | Perú     | 2018 |